# صح النوم (كتاب)
صح النوم هي رواية للكاتب الروائي يحيى حقي (1905-1992). هي أقرب ما تكون إلى مجموعة قصص قصيرة منها إلى رواية، اتخذت من إحدى قرى الريف مسرحًا لها. إنها قصة سياسية فلسفية رمزية ساخرة كُتبت في أعقاب ثورة 23 يوليو. القصة -بدون أحداث متطورة- مقسمة إلى جزئين؛ كتاب «الأمس» وكتاب«اليوم». وقد مثل إنشاء محطة السكة الحديد ومرور أول قطار بالقرية الحد الفاصل بين الأمس واليوم. تُعد قصة هذه القرية إسقاط على وضع مصر قبل وبعد ثورة 23 يوليو بشكل رمزي ساخر، حيث تظهر في القصة شخصية «الأستاذ» والتي ترمز إلى جمال عبد الناصر.
الكتاب الأول «الأمس»:
الكتاب الأول مقسم إلى عشر فصول:
قريتنا:
بدأ الكاتب في وصف حال القرية وجهل أهلها وانتشار الأقاويل حول شريط السكة الحديدية الذي يشق طريقه في قريتهم. ثم انتقل إلى الحديث عن وجيه القرية وابنه الذي لُقب بـ «الأستاذ». وقد ظهرت الرمزية في الرواية بشكل كبير حيث رمزت القرية إلى مصر كما يراها يحيى حقي فقد ذكر أن  
صاحب الحان:
القصاب:
القزم: